# Giro dei Paesi Baschi 1980
Il Giro dei Paesi Baschi 1980, ventesima edizione della corsa, si svolse dal 7 all'11  aprile 1980 su un percorso di 907,2 km ripartiti in cinque tappe (l'ultima suddivisa in 2 semitappe). Fu vinto da Alberto Fernández, davanti a Miguel María Lasa e Marino Lejarreta.

## Tappe
| Tappa  | Data      | Percorso                              | km    | Vincitore di tappa | Leader cl. generale |
| ------ | --------- | ------------------------------------- | ----- | ------------------ | ------------------- |
| 1ª     | 7 aprile  | Urretxu > Logroño                     | 188   | Ronny Claes        | Ronny Claes         |
| 2ª     | 8 aprile  | Logroño > Elizondo                    | 222   | Jesús Suárez Cueva | Miguel María Lasa   |
| 3ª     | 9 aprile  | Elizondo > Zizurkil                   | 183   | Manuel Esparza     | Miguel María Lasa   |
| 4ª     | 10 aprile | Zizurkil > Zornotza                   | 177   | Felipe Yáñez       | Miguel María Lasa   |
| 5ª-1ª  | 11 aprile | Zornotza > Azkoitia                   | 127   | Bruno Leali        | Miguel María Lasa   |
| 5ª-2ª  | 11 aprile | Azkoitia > Elosua (Cron. individuale) | 10,2  | Alberto Fernández  | Alberto Fernández   |
| Totale | Totale    | Totale                                | 907,2 |                    |                     |

## Classifiche finali

### Classifica generale
| Pos. | Corridore         | Squadra   | Tempo    |
| ---- | ----------------- | --------- | -------- |
| 1    | Alberto Fernández | Teka      | 24h57'56 |
| 2    | Miguel María Lasa | Fosforera | a 47"    |
| 3    | Marino Lejarreta  | Teka      | a 1'32"  |
| 4    | Faustino Rupérez  | Fosforera | a 1'36"  |
| 5    | José Luis Laguía  | Reynolds  | a 1'41"  |